# Carl Rotky
Carl Rotky (* 21. April 1891 (laut Grabstein: 1889) in Graz; † 16. August 1977 in Grottenhof, damals Gemeinde Kaindorf an der Sulm, heute Gemeinde Leibnitz) war ein österreichischer Maler und Graphiker.

## Leben
Carl Rotky wurde am 21. April 1891 in Graz geboren. Sein Vater war k. u. k. Bezirkshauptmann von Königinhof a. d. Elbe (heute in Tschechien: Dvůr Králové nad Labem) in Böhmen, während seine Verwandten mütterlicherseits aus der Gegend von Witschein (heute slowenisch: Svečina) in der Untersteiermark stammten. Am Kogelberg bei Leibnitz kaufte der Vater Carl Rotkys ein kleines Bauerngut. Die Familie ließ sich 1893 in Graz nieder. Die beiden Brüder Carl und Harry Rotky wuchsen in Graz auf. Vom Frühjahr bis zum Herbst lebte die Familie am Kogelberg. Schon in der Mittelschule hegte Carl Rotky den Wunsch, Maler zu werden. Doch durch den Vater, der dies nicht billigte, beeinflusst, wandte er sich nach der bestandenen Matura vorerst dem Studium der Medizin zu. Er studierte anfänglich an der Universität Graz und beendete 1914 sein Studium mit der Promotion zum Doktor der Medizin an der Karls-Universität Prag. Nach dem Ersten Weltkrieg, der ihn nach Russland, Galizien und Polen führte, kehrte er mehrfach ausgezeichnet als Militäroberarzt nach Graz zurück. 
Nun drängte es den allseits geschätzten Arzt, seinen künstlerischen Ambitionen nachzugehen. Er begann in Graz an der Malschule mit dem Studium der Malerei und Graphik bei Constantin Damianos und Anton Marussig, welches er bei (Sandor) Alexander von Kubinyi (* 1875 in Debrecen; † 1949 in München) in München beendete.
1929 siedelte er in sein Haus am Kogelberg über. Studienreisen führten ihn nach Deutschland, Frankreich, Italien, Jugoslawien und Griechenland.
Bis ins hohe Alter blieb seine Schaffenskraft ungebrochen und es entstanden immer neue Bilder in seinem Atelier am Kogelberg. Carl Rotky verstarb am 16. August 1977 in Grottenhof bei Leibnitz.

## Werk
Carl Rotky wandte sich mit großer Liebe dem Holz- und Linolschnitt zu. Sein graphisches Werk umfasst auch die Illustrationen seiner Gedichtbände, u. a. „Heimatliches Bilderbuch“, „Das Leben“, „Im Garten“, „Die neuen Galgenlieder“ u. v. m. Bei seinen Studienreisen nach Deutschland, Frankreich, Dalmatien, Griechenland, Venedig, Toskana, entstanden zahlreiche Bilder hoher Qualität.
Mit seinen spätimpressionistischen Stillleben und steirischen Landschaftsbildern stellte er seine südsteirische Wahlheimat in dem eigentümlichen Charakter der dann sogenannten „Steirischen Toskana“ und ihrem Hinweis auf die Stimmung des europäischen Südens meisterlich dar. In höheren Alter, wurden seine Bilder immer expressiver und abstrakter. 
Zahlreiche Bilder befinden sich in privaten und öffentlichen Sammlungen, u. a. in der Albertina in Wien und der Neuen Galerie in Graz.
Seine Heimatgemeinde Kaindorf an der Sulm versuchte in den letzten Jahren vermehrt auf "ihren" Künstler hinzuweisen. Es wurden Ausstellungen und ein Film (DVD) gestaltet. Die Leihgaben stammten hauptsächlich aus der Sammlung August Trummer.

## Ausstellungen
In Ausstellungen in Europa, Australien und Amerika erlangten seine Werke hohes Ansehen. Zeitungen und Kunstzeitschriften in Österreich, Deutschland und England brachten Aufsätze und Bildwiedergaben.

## Auszeichnungen
Carl Rotky erhielt viele Ehrungen, u. a.:
- Österreichischer Staatspreis 1938
- Silbermedaille Graz und Salzburg
- Verleihung des Titels „Professor“
- Mitglied und Ehrenmitglied des Künstlerbundes in Graz und des Salzburger Kunstvereins